# 涌金门

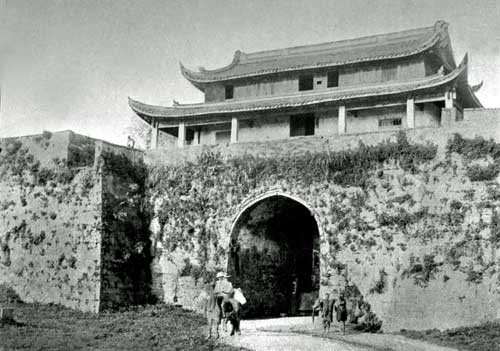
1906年的涌金门

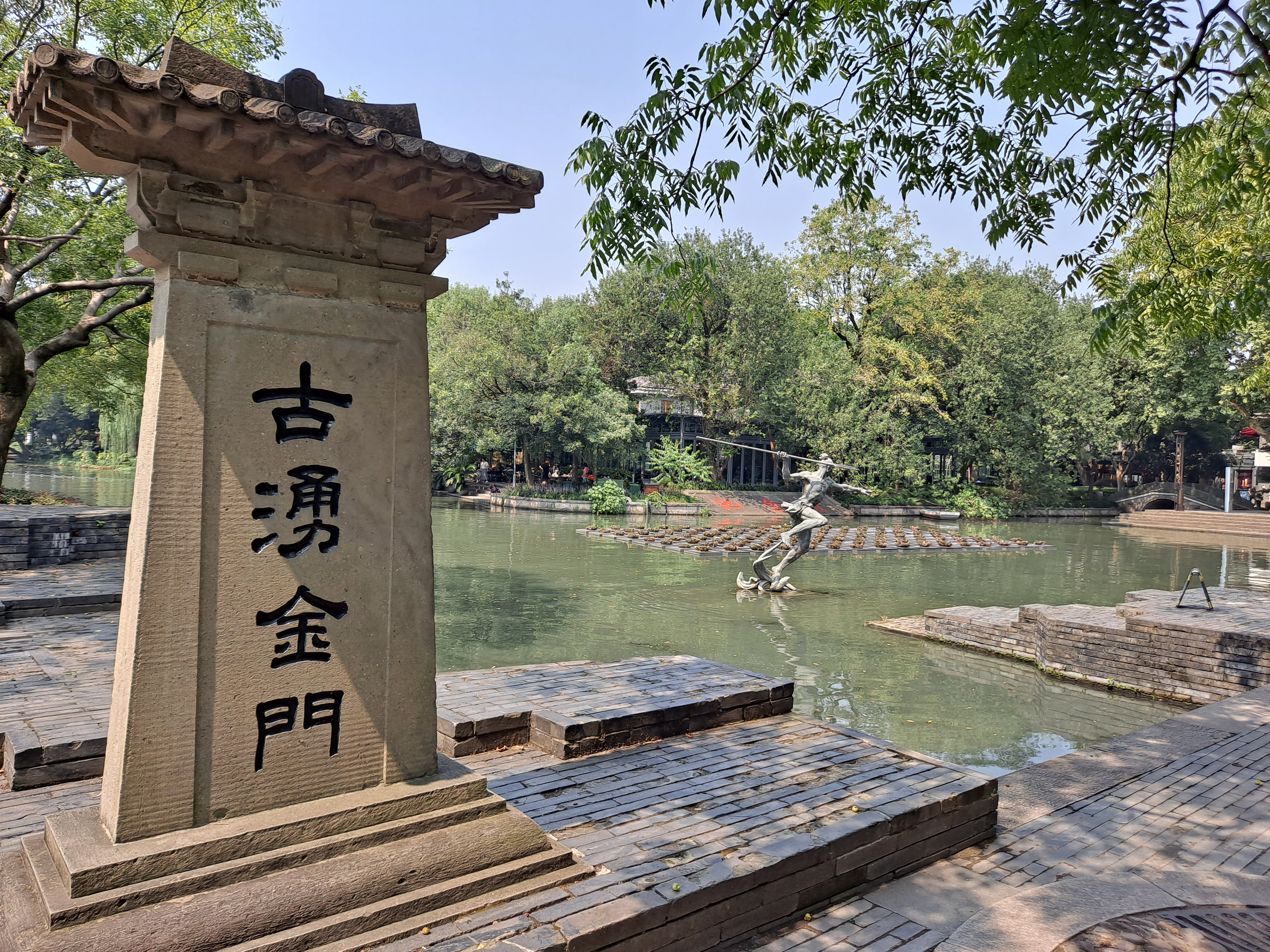
现存的涌金池遗迹

杭州西湖东侧的涌金门最初建于五代吴越天福元年(936年)，是古代杭州西城门之一。凿涌金池引西湖水灌之，所筑城门即此。宋朝时称丰豫门。在民国初年被拆除，现在只有遗址。
涌金门为杭州水路要道，古有“涌金门外划船儿”的民谣。目前涌金门社区属上城区湖滨街道管辖。